# Plovan
Plovan is een gemeente in het Franse departement Finistère, in de regio Bretagne. De plaats maakt deel uit van het arrondissement Quimper.

## Geografie
De onderstaande kaart toont de ligging van Plovan met de belangrijkste infrastructuur en aangrenzende gemeenten.

## Demografie
Onderstaande figuur toont het verloop van het inwonertal (bron: INSEE-tellingen).
1. ↑  Populations de référence 2022.